# Xue Fei
Xue Fei, född den 8 augusti 1989, är en kinesisk friidrottare som tävlar i medeldistanslöpning.
Feis genombrott kom när hon vann guld vid junior-VM 2006 på 5 000 meter. Hon var även i final vid Olympiska sommarspelen 2008 på samma distans. Hon slutade då på trettonde plats på tiden 16.09,84.

## Personliga rekord
- 5 000 meter - 15.02,73